# St. Annen (Hamburg-Langenhorn)

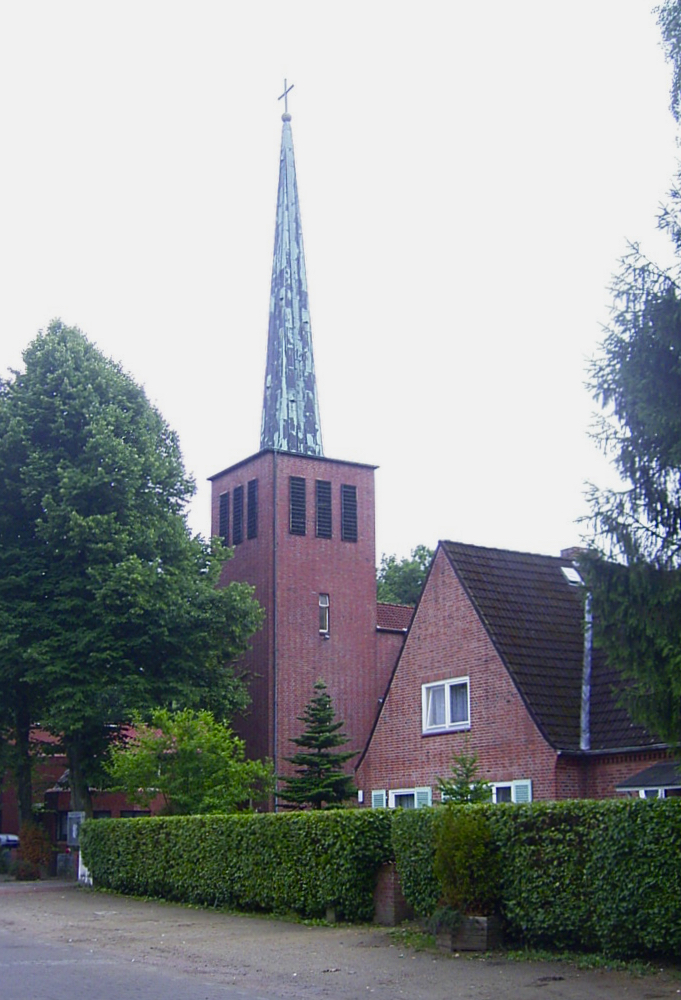
St. Annen (Hamburg-Ochsenzoll)

Sankt Annen ist eine römisch-katholische Kirche in Langenhorn, einem Stadtteil Hamburgs. Sie liegt am Schmuggelstieg direkt an der Grenze zu Norderstedt, das umgebende Quartier wird bezugnehmend auf die historische Zollstation Ochsenzoll genannt. Patronin ist die heilige Anna, die Großmutter Jesu. In den ersten Jahren wurde die Kirche noch „St. Anna“ genannt, später wurde daraus „St. Annen“.
St. Annen war von 1968 bis 2014 Pfarrkirche der gleichnamigen Pfarrei und hatte Gemeindemitglieder in zwei Bundesländern. Zum Pfarrgebiet gehörten zuletzt Teile von Hamburg-Langenhorn, die Norderstedter Gebiete Garstedt, Glashütte und das südliche Harksheide sowie das Gebiet von Tangstedt mit seinen Ortsteilen. Heute gehört die Kirche zur Pfarrei St. Katharina von Siena.

## Geschichte
Am 29. November 1935 feierte der für das Gebiet seelsorgerisch zuständige Pastor Heinrich Schulte aus Altona die erste Heilige Messe im späteren Gemeindegebiet, in der Gastwirtschaft «Wüpping» in Haslohfurt. Mit der Weihe der Kirche Hl. Familie in Langenhorn wechselte die Zuständigkeit von Altona nach Hamburg-Langenhorn, und von dort aus wurden monatliche Gottesdienste in Harksheide betreut. Nach Kriegsende stieg die Zahl der Katholiken rapide, es wurden bis zum Bau der Kirche regelmäßig Gottesdienste in der Schule Tangstedt, in Garstedt, in Harksheide-Nord und in Haslohfurt gefeiert, später auch in den evangelischen Kirchen in Garstedt und Tangstedt.
1947 wurde am Schmuggelstieg ein Grundstück gepachtet, im nächsten Jahr wurde darauf eine kleine Holzbaracke als Kapelle geweiht. Nach Spendensammlungen des ersten Pastors, Heinrich Lammers, erfolgte 1950 der Baubeginn, an Heiligabend die Benediktion, und am 6. März 1951 die Weihe der heutigen Kirche durch Weihbischof Johannes von Rudloff, zunächst noch mit Dachreiter statt Glockenturm. 1958 wurde der 37 Meter hohe Glockenturm errichtet. Die vier Bronzeglocken wurden am 7. Dezember 1958 geweiht. Am 1. Mai 1962 wurde St. Annen Kuratie, am 1. April 1968 Pfarrei.
1971 wurde die Kirche nach den Vorgaben des Zweiten Vatikanischen Konzils umgestaltet. 1980 wurde ein neuer Kreuzweg angebracht, 1986 eine neue Orgel eingebaut. Wegen schwerer Schäden an der Dachkonstruktion wurde die Kirche geschlossen, die Sanierung wurde 2011 abgeschlossen.

## Architektur
Architekt des Baus war Gerhard Kamps sen. Die Kirche ist mit der Apsis nach Westen ausgerichtet, der im Osten angebaute Turm ist mit kupferbeschlagenem Knickhelm und Turmkreuz ausgestattet. Der Haupteingang befindet sich im Turm. Die Sakristei ist im Norden angebaut. Das Ensemble wurde in Backsteinbauweise errichtet, das Satteldach mit roten Dachziegeln gedeckt. Die Fenster des Kirchenschiffs stammen aus der Bauzeit.
Der Boden ist mit roten Ziegelplatten belegt, der Rauputz der Wände ist weiß. Die zuerst abgehängte und später mit schrägen Holzlamellen verkleidete Decke wurde 2011 im Rahmen der Dachsanierung entfernt und durch einen weiß lasierten Sichtdachstuhl ersetzt. In diesem Zusammenhang wurden der Nebeneingang rollstuhlgerecht ausgebaut und der Beichtstuhl modernisiert.

## Ausstattung
Der von Manfred Willers aus Borghorst 1972 gestaltete Altar hat eine Tischplatte aus weißem Marmor mit gebrochenen Kanten, die tragenden Tischseiten bestehen aus statischen Gründen aus Aluminium, die reliefartige Gestaltung erinnert an Kornähren und Weintrauben. Unter dem Altar sind Reliquien des heiligen Eulogius und des seligen Constantius von Fabriano beigesetzt. Der Ambo ist passend zum Altar gestaltet und ebenfalls aus Marmor und Aluminium.
In die halbrunde Apsis wurden 1972 seitlich zwei Beton-Buntglas-Fenster eingebaut. Der Tabernakel befindet sich vor dem nördlichen Buntglasfenster. An der Türseite ist er mit zwei halbkreisförmigen Bergkristallen geschmückt, die im geschlossenen Zustand eine runde Form ergeben. Vor dem Tabernakel steht ein Altarleuchter mit sieben Kerzen und integriertem Altarkreuz, das als Vortragekreuz abnehmbar ist. Gegenüber dem Tabernakel vor dem südlichen Fenster der Apsis ist das Taufbecken mit dem integrierten Osterkerzenständer angebracht. Die Kredenz ist aus demselben Material wie der Altar. Zwölf Apostelleuchter aus Aluminium befinden sich an den nördlichen und südlichen Wänden des Kirchenschiffs. Im Eingangsbereich am Kirchturm steht ein Weihwasserbecken aus Aluminium mit Marmoraufsatz.
1980 wurde der vom Künstler Józef Stasiński aus Posen als 16 Bronze-Reliefs gestaltete Kreuzweg eingeweiht, der neben den 14 üblichen Stationen noch eine Darstellung des Gartens Getsemani und eine der Auferstehung vorweist. Jeder Station wurde ein Bibeltext zugeordnet, zudem gibt es einige Besonderheiten in der Gestaltung; so ist an der vierten Station die Außenansicht der Kirche St. Annen zu sehen. Józef Stasiński schuf auch die 1989 eingeweihte bronzene Kreuzigungsgruppe an der Apsisrückwand mit Christus am Kreuz, Johannes und Maria.
Vorne links neben dem Ambo hängt eine auf Blech gemalte Kopie der Schwarzen Madonna von Tschenstochau. Im hinteren Bereich der Kirche ist eine Holzskulptur der Anna selbdritt an der Wand angebracht sowie ein kleiner Reliquienschrein der bei der Christenverfolgung 1940 durch Polizeikräfte in Thailand hingerichteten Märtyrer Thailands.

## Orgel
In der neugebauten Kirche stand zuerst nur ein Harmonium zur Verfügung. 1952 wurde eine gebrauchte Walcker-Orgel aus einem Profanbau, dem „Musiksalon Behn“ in Hamburg-Harvestehude, gekauft und auf der Empore eingebaut.
34 Jahre später wurde die heutige Orgel vom Orgelbauer Christian Lobback erbaut und 1986 eingeweiht. Sie verfügt über 19 Register, die sich auf zwei Manuale und Pedal verteilen. Das Instrument besitzt dreifach durchschobene Schleifladen und eine elektrische Registertraktur mit zwei freien Kombinationen. Die Orgel wurde 2017 saniert und wegen des vorherigen Umbaus des Kirchendaches nachintoniert. Dabei wurde ein Zimbelstern mit sechs Bronzeglocken eingebaut.
| I Manual C–g3 |            |       |
| 1.            | Prinzipal  | 8′    |
| 2.            | Spitzflöte | 8′    |
| 3.            | Oktave     | 4′    |
| 4.            | Oktave     | 2′    |
| 5.            | Mixtur IV  | 1 ⁄3′ |
| 6.            | Trompete   | 8′    |

| II Manual C–g3 |            |        |
| 7.             | Rohrflöte  | 8′     |
| 8.             | Salicional | 8′     |
| 9.             | Blockflöte | 4′     |
| 10.            | Quinte     | 2 ⁄3′  |
| 11.            | Prinzipal  | 2′     |
| 12.            | Terz       | 1 3⁄5′ |
| 13.            | Quinte     | 1 ⁄3′  |
| 14.            | Oktave     | 1′     |
| 15.            | Dulzian    | 8′     |
|                | Tremulant  |        |

| Pedal C–f1 |            |     |
| 16.        | Subbass    | 16′ |
| 17.        | Prinzipal  | 8′  |
|            | Spitzflöte | 8′  |
| 18.        | Oktave     | 4′  |
| 19.        | Fagott     | 16′ |
|            | Trompete   | 8′  |

- Koppeln: II/I, I/P, II/P
- Zimbelstern

## Glocken
Im Turm der Kirche hängt ein Geläut aus vier Bronzeglocken. Sie wurden am 26. November 1958 in der Bronzegießerei F. W. Schilling in Heidelberg gegossen und am 7. Dezember durch Prälat Bernhard Wintermann geweiht.
| Nr. | Patron   | Gussjahr | Gießerei        | Masse (kg) | Durchmesser (mm) | Schlagton | Inschrift                                                                                                 |
| 1   | Anna     | 1958     | F. W. Schilling | 840 kg     | 110 cm           | fis′      | Sancta mater Anna protege nos a periculis cunctis („Heilige Mutter Anna, schütze uns vor allen Gefahren“) |
| 2   | Maria    | 1958     | F. W. Schilling | 490 kg     | 90 cm            | a′        | Ave Maria regina pacis („Gegrüßt sei Maria, die Friedenskönigin“)                                         |
| 3   | Johannes | 1958     | F. W. Schilling | 341 kg     | 80 cm            | h′        | Sancte Johannes vox clamantis in deserto („Heiliger Johannes, Rufer in der Wüste“)                        |
| 4   | Bernhard | 1958     | F. W. Schilling | 65 kg      | 65 cm            | d′′       | Sancte Bernardo ora pro nobis („Heiliger Bernhard, bitte für uns“)                                        |